# Iwona Bojar
Iwona Bojar (ur. 26 maja 1975) – polska lekarka, specjalista ginekologii i położnictwa, profesor nauk medycznych (2017), w latach 2014–2017 dyrektor Instytutu Medycyny Wsi im. Witolda Chodźki w Lublinie.

## Życiorys
Iwona Bojar ukończyła w 2000 studia na Wydziale Lekarskim Akademii Medycznej im. Feliksa Skubiszewskiego w Lublinie. Doktoryzowała się tamże w 2004. Habilitację uzyskała w 2012 w Instytucie „Centrum Zdrowia Matki Polki” na podstawie pracy Stan hormonalny i polimorfizm genu apolipoproteiny E a specyficzne problemy zdrowotne kobiet po menopauzie. W 2017 otrzymała tytuł naukowy profesora.

### Doświadczenie zawodowe
- 2001-2004 – studia doktoranckie w Zakładzie Zarządzania i Ekonomiki Ochrony Zdrowia Akademii Medycznej w Lublinie
- 2000-2001 – staż podyplomowy w Okręgowym Szpitalu Kolejowym w Lublinie
- 2002-2004 – staż pozarezydencki w zakresie położnictwa i ginekologii w Wojewódzkim Szpitalu im. Jana Bożego w Lublinie
- 2005-2009 – pracownik Katedry i Zakładu Zarządzania i Ekonomiki Ochrony Zdrowia Akademii Medycznej w Lublinie
- 2005-2007 – asystent, 2007-2009 – adiunkt w Katedrze i Zakładzie Zarządzania i Ekonomiki Ochrony Zdrowia Akademii Medycznej w Lublinie
- 2004-2009 – asystent, od 2009 – starszy asystent na Oddziale Położniczo-Ginekologicznym w Wojewódzkim Szpitalu im. Jana Bożego w Lublinie
- od czerwca 2009 – adiunkt w Krajowym Obserwatorium Zdrowia i Bezpieczeństwa Pracowników Rolnictwa Instytutu Medycyny Wsi w Lublinie
- od 1.09.2009 – kierownik Przychodni Specjalistycznej i Chorób Zawodowych Instytutu Medycyny Wsi w Lublinie